# Maarten Noordtzij
Maarten Noordtzij (Rotterdam, 19 oktober 1840), 9 februari 1852 - Kampen, 9 februari 1915) was een Nederlands predikant en politicus.
Noordtzij was voorman en predikant van de Christelijke Gereformeerde Kerk, die in 1892 opging in de Gereformeerde Kerken in Nederland, Hij was van 1891 tot 1892 Tweede Kamerlid voor de Antirevolutionairen. Hij was tevens secretaris van het Centraal Comité van de ARP. Hij was gehuwd met Frouwina de Cock, een kleindochter van ds. De Cock, de grote man van de afscheiding van 1834 en dochter van Helenius de Cock, docent aan de Theologische School te Kampen. Vanaf 1875 tot 1912 was hij hoogleraar aan de Theologische School in Kampen. Tevens wordt hij beschouwd als de oprichter van het sinds 1863 bestaande, aan de Theologische Universiteit Kampen verbonden studentencorps C.S.A.C. Fides Quadrat Intellectum, eerder bekend onder de naam Fides Quaerit Intellectum.
- Biografisch Portaal: 79216396
- International Standard Name Identifier: 0000 0003 9029 8535
- Nederlandse Thesaurus van Auteursnamen: 068240341
- Parlement.com: vg09ll3oywyd
- Système universitaire de documentation: 242961401
- Virtual International Authority File: 283869040
- WorldCat: E39PBJwddYWC3yjf3HdCfGKfMP